# Ковальков, Леонид Вячеславович
Леонид Вячеславович Ковальков (10 ноября 1970 — 21 июля 2020) — советский, российский и украинский футболист, защитник.

## Биография
Воспитанник абхазского футбола, окончил среднюю школу в селе Хеивани (Амзара). Первой взрослой командой для футболиста стало сухумское «Динамо», в котором игрок провёл сезон 1988 года во второй лиге. В начале 1991 года сыграл два матча за «Ростсельмаш» в первой лиге, затем выступал за таганрогское «Торпедо», «АПК» (Азов), ростовский СКА и петербургскую «Смену-Сатурн».
В начале 1995 года перешёл в украинский клуб «Сталь» (Алчевск), в его составе провёл четыре неполных сезона в первой лиге Украины и сыграл более 100 матчей. В начале 1997 года сыграл 4 матча за ставропольское «Динамо», но ещё до окончания сезона 1996/97 вернулся в «Сталь».
В начале 1998 года перешёл в клуб высшей лиги Украины — запорожский «Металлург». Дебютный матч в чемпионате страны сыграл 29 марта 1998 года против львовских «Карпат», заменив на 77-й минуте Армена Акопяна. Всего сыграл 6 матчей в высшей лиге Украины — пять весной 1998 года и один в начале сезона 1998/99, затем до конца сезона выступал за дубль запорожского клуба.
Осенью 1999 года играл за «Кремень» во второй лиге. В 2000 году уехал в Белоруссию, где недолгое время выступал за клубы высшего дивизиона «Ведрич-97» и «Гомель». В ходе сезона 2000/01 перешёл в молдавский «Нистру» (Атаки), провёл в команде неполных четыре сезона. Становился серебряным (2001/02, 2003/04) и бронзовым (2002/03) призёром чемпионата Молдавии. Сыграл 8 матчей в еврокубках.
После возвращения в Россию несколько лет выступал на любительском уровне за команды юга страны.
Имеет высшее образование. В 2009 году получил тренерскую лицензию «С». Более 10 лет работал детским тренером в ДЮСШ № 7 города Сочи, также тренировал детскую команду «Кудепста».